# Curtonotum boeny
Curtonotum boeny är en tvåvingeart som beskrevs av Tsacas 1974. Curtonotum boeny ingår i släktet Curtonotum och familjen Curtonotidae.
Artens utbredningsområde är Madagaskar. Inga underarter finns listade i Catalogue of Life.